# Giulio Genoino (poeta)
Giulio Genoino (Frattamaggiore, Reino de Nápoles, 13 de mayo de 1771 - Nápoles, Reino de las Dos Sicilias, 7 de abril de 1856) fue un abad, poeta y libretista italiano.

## Biografía
Nacido en Frattamaggiore, cerca de Nápoles, de Carlo Genoino y Maria Tramontano, fue un patriota jacobino durante la revolución napolitana de 1799 y escribió, entre otras cosas, una oda a Joaquín Murat (1812).

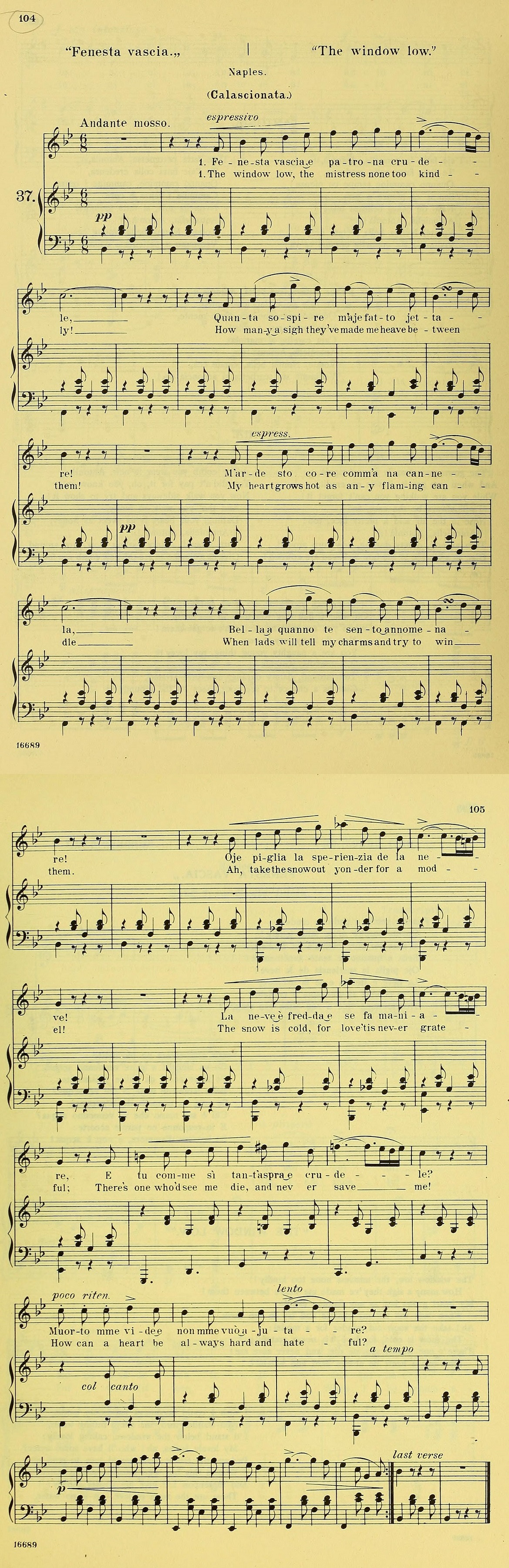
Transcripción de Fenesta vascia.

Fue autor de numerosas canciones tanto en italiano como en napolitano; entre estas últimas, la más famosa es Fenesta ca lucive. Además, hizo la transcripción de Fenesta vascia, una canción anónima del siglo XVI.
Escribió un gran número de libretos de ópera, entre ellos La lettera anonima para Gaetano Donizetti.
A él se atribuyen los versos de la romanza de Vincenzo Bellini Dolente immagine.